# Asztalitenisz a 2010. évi nyári ifjúsági olimpiai játékokon
A 2010. évi nyári ifjúsági olimpiai játékokon az asztalitenisz versenyeinek Szingapúrban a Singapore Indoor Stadium adott otthont augusztus 21. és 26. között. A fiúknál és a lányoknál is rendeztek egyes tornát, illetve egy vegyes páros versenyszám is volt.

## Éremtáblázat
| A 2010. évi nyári ifjúsági olimpiai játékok éremtáblázata asztaliteniszben | A 2010. évi nyári ifjúsági olimpiai játékok éremtáblázata asztaliteniszben | A 2010. évi nyári ifjúsági olimpiai játékok éremtáblázata asztaliteniszben | A 2010. évi nyári ifjúsági olimpiai játékok éremtáblázata asztaliteniszben | A 2010. évi nyári ifjúsági olimpiai játékok éremtáblázata asztaliteniszben | Olimpia  |
| -------------------------------------------------------------------------- | -------------------------------------------------------------------------- | -------------------------------------------------------------------------- | -------------------------------------------------------------------------- | -------------------------------------------------------------------------- | -------- |
|                                                                            | Ország                                                                     | Arany                                                                      | Ezüst                                                                      | Bronz                                                                      | Összesen |
| 1.                                                                         | Japán (JPN)                                                                | 2                                                                          | 0                                                                          | 0                                                                          | 2        |
| 2.                                                                         | Kína (CHN)                                                                 | 1                                                                          | 0                                                                          | 0                                                                          | 1        |
|                                                                            |                                                                            |                                                                            |                                                                            |                                                                            |          |
| 3.                                                                         | Dél-Korea (KOR)                                                            | 0                                                                          | 1                                                                          | 1                                                                          | 2        |
| 4.                                                                         | Szingapúr (SIN)                                                            | 0                                                                          | 1                                                                          | 0                                                                          | 1        |
| 4.                                                                         | Tajvan (TPE)                                                               | 0                                                                          | 1                                                                          | 0                                                                          | 1        |
|                                                                            |                                                                            |                                                                            |                                                                            |                                                                            |          |
| 6.                                                                         | Franciaország (FRA)                                                        | 0                                                                          | 0                                                                          | 1                                                                          | 1        |
| –                                                                          | Nemzetek vegyes csapatai                                                   | 0                                                                          | 0                                                                          | 1                                                                          | 1        |
|                                                                            |                                                                            |                                                                            |                                                                            |                                                                            |          |
| Összesen                                                                   | Összesen                                                                   | 3                                                                          | 3                                                                          | 3                                                                          | 9        |

## Érmesek
| Versenyszám                              | Arany                                   | Ezüst                                         | Bronz                             |
| ---------------------------------------- | --------------------------------------- | --------------------------------------------- | --------------------------------- |
| Fiú egyes Döntő: augusztus 23., 19:15    | Koki Niwa · Japán (JPN)                 | Tzu-Hsiang Hung · Tajvan (TPE)                | Simon Gauzy · Franciaország (FRA) |
| Lány egyes Döntő: augusztus 23., 18:30   | Yuting Gu · Kína (CHN)                  | Isabelle Siyun Li · Szingapúr (SIN)           | Ha Eun Yang · Dél-Korea (KOR)     |
| Vegyes páros Döntő: augusztus 26., 11:30 | Japán (JPN) · Koki Niwa · Ayuka Tanioka | Dél-Korea (KOR) · Ha Eun Yang · Dong Hyun Kim | Yuting Gu · Kína (CHN) és         |
| Vegyes páros Döntő: augusztus 26., 11:30 | Japán (JPN) · Koki Niwa · Ayuka Tanioka | Dél-Korea (KOR) · Ha Eun Yang · Dong Hyun Kim | Adem Hmam · Tunézia (TUN)         |